# Una Limosna por el Amor de Dios
Una Limosna por el Amor de Dios es una obra para guitarra clásica compuesta por el músico paraguayo Agustín Barrios Mangoré alrededor de 1944. Considerada una de las piezas más emotivas y representativas del repertorio guitarrístico, destaca por su uso refinado de la técnica del trémolo y su profunda carga espiritual.

## Títulos alternativos
La pieza también es conocida bajo los siguientes nombres:
- Último Trémolo – utilizado frecuentemente en ediciones modernas, haciendo referencia a la técnica predominante del trémolo.[2]
- La Última Canción (o El Ultimo Canto)– título evocativo que resalta el carácter íntimo y testamentario de la composición.[1]

## Historia
La composición Una Limosna por el Amor de Dios data de los últimos años de vida de Barrios, marcados por dificultades económicas y problemas de salud. Según testimonios, la inspiración surgió de una anciana que tocaba su puerta pidiendo limosna "por amor de Dios". La obra refleja profundamente la espiritualidad y la condición existencial del compositor.
Fue publicada de manera póstuma y rápidamente se integró al repertorio canónico de la guitarra clásica.

## Estructura musical
Una Limosna por el Amor de Dios está escrita en forma libre y representa uno de los ejemplos más célebres de la técnica del trémolo. Esta técnica consiste en la rápida repetición de una misma nota melódica con los dedos anular, medio e índice de la mano derecha, mientras el pulgar ejecuta arpegios en los bajos.
La pieza se caracteriza por su tono suave y melancólico, sin una estructura formal rígida, creando una atmósfera suspendida y meditativa. El uso refinado de modulaciones y dinámicas intensifica la emotividad de la obra.

## Comparaciones con otras obras
Una Limosna por el Amor de Dios suele compararse con Recuerdos de la Alhambra de Francisco Tárrega, también basada en la técnica del trémolo. Sin embargo, mientras Tárrega busca un efecto impresionista evocador, Barrios utiliza el trémolo como vehículo de expresión espiritual y compasión humana.

## Arreglos
Además de la versión original para guitarra sola, Una Limosna por el Amor de Dios ha sido objeto de numerosos arreglos.
Entre ellos destacan:
- El violista italiano Marco Misciagna realizó un arreglo para viola sola, adaptando la técnica del trémolo a las características del instrumento de arco y manteniendo el carácter lírico de la composición.[5] Esta versión fue grabada y publicada por el propio Misciagna.[6]
- El violinista canadiense Kerson Leong transcribió e interpretó Una Limosna por el Amor de Dios para violín solo, creando una versión virtuosa que utiliza el arco rápido para imitar el trémolo guitarrístico.[7]

Ambos arreglos han sido elogiados por su fidelidad al espíritu y la intensidad emotiva de la obra original.

## En otros medios

### Videojuegos
Canción utilizada en el videojuego Ace Combat 4: Shattered Skies de Playstation 2 durante varios interludios.